# Бизовське сільське поселення
Би́зовське сільське поселення (рос. Бызовское сельское поселение) — муніципальне утворення у складі Упоровського району Тюменської області, Росія.
Адміністративний центр — село Бизово.

## Населення
Населення — 867 осіб (2020; 888 у 2018, 889 у 2010, 858 у 2002).

## Склад
До складу поселення входять такі населені пункти:
| Населений пункт      | Населення, осіб (2002) | Населення, осіб (2010) |
| -------------------- | ---------------------- | ---------------------- |
| Бизово, село         | 529                    | 572                    |
| Карагужева, присілок | 191                    | 191                    |
| Коклягіна, присілок  | 30                     | 30                     |
| Пушкарьова, присілок | 108                    | 96                     |